# Lee Gordon Demarbre
Lee Gordon Demarbre (Chicoutimi, 8 marzo 1972) è un regista canadese, noto per aver girato il film Smash Cut, la cui protagonista è Sasha Grey.

## Biografia
Nato a Chicoutimi, nel Quebec, Demarbre si diploma nel 1990 alla Carleton University, con un programma di studi sul cinema; e si laurea alla St. Matthew Catholic High School di Orleans (Ontario). Nel 1998 gira un breve trailer del film-parodia sulle arti marziali Harry Knuckles, attirando l'attenzione dei media e ispirando successivi lungometraggi che vedono come protagonista il personaggio di Harry Knuckles.
Debutta poi come regista col film Jesus Christ Vampire Hunter, cui hanno partecipato diversi attori dei film su Harry Knuckles.
Gira poi due film che l'avrebbero reso famoso: The dead sleep easy, del 2007, girato in Messico per la Odessa's project, e il succitato Smash Cut, uscito nelle sale cinematografiche nel 2009, che lo fanno conoscere come regista di film horror.

## Filmografia parziale
- Harry Knuckles and the Pearl Necklace (2004)
- Jesus Christ Vampire Hunter (2001)
- Smash Cut (2009)
- Summer's Moon (2009)
- Body Killer (2009)
- Enter the Drag Dragon (2013)